# 東京地方裁判所
東京地方裁判所（とうきょうちほうさいばんしょ）は、東京都千代田区にある日本の地方裁判所の一つで、東京都を管轄している。略称は、東京地裁（とうきょうちさい）。立川に支部を置いている。

## 概説
東京都を管轄しており、本庁が千代田区に、支部が立川市に、それぞれ設けられている。管内には、本庁および支部の所在地ならびに八王子市、武蔵野市、青梅市、町田市、八丈島（八丈町）、伊豆大島（大島町）、新島（新島村）の合計9か所に簡易裁判所が設置されている。また、本庁の所在地には東京第一 - 第六検察審査会が、支部の所在地には立川検察審査会が、それぞれ設置されている。

## 歴史
- 1871年（明治4年） - 「東京裁判所」が設置。
- 1947年（昭和22年） - 裁判所法に基づく「東京地方裁判所」となる。
- 1983年（昭和58年） - 東京高等地方簡易裁判所合同庁舎竣工。
- 2002年（平成14年） - 「東京地方裁判所民事執行センター」を目黒区目黒本町に設置。
- 2009年（平成21年）4月20日 - 八王子支部（八王子市明神町4丁目21-1）を老朽化に伴い廃止、新たに立川支部（立川市緑町10-4）を設置。
- 2022年（令和4年）10月　-　本庁商事部、知的財産権部、倒産部がビジネス・コートとして中目黒庁舎に移転

## 歴代所長
- 宇野要三郎
- 牧野菊之助
- 石田和外（ - 1960年5月、最高裁判所事務総長）
- 安村和雄（ - 1973年2月、最高裁判所事務総長）
- 位野木益雄（1973年2月 - 1975年、福岡高等裁判所長官）
- 谷口正孝（ - 1980年4月、最高裁判所判事）
- 可部恒雄（1987年5月28日 - 1988年12月、福岡高等裁判所長官）
- 藤田耕三（1991年5月 - 1993年3月、仙台高等裁判所長官）
- 神垣英郎（1993年3月 - 1996年8月、名古屋高等裁判所長官）
- 菊池信男（ - 1998年3月、定年退官）
- 上田豊三（1998年3月 - 2000年1月、広島高等裁判所長官）
- 福井厚士（2000年1月 - 2001年3月、定年退官）
- 龍岡資晃（2001年3月 - 2003年1月、広島高等裁判所長官）
- 永井紀昭（2003年1月 - 2005年2月、定年退官）
- 金築誠志（2005年2月 - 2006年10月、大阪高等裁判所長官）
- 白木勇（2006年10月 - 2007年12月、広島高等裁判所長官）
- 池田修（2007年12月 - 2010年6月、福岡高等裁判所長官）
- 吉戒修一（2010年6月 - 2011年5月、大阪高等裁判所長官）
- 岡田雄一（2011年5月 - 2013年7月、名古屋高等裁判所長官）
- 小池裕（2013年7月 - 2014年3月、東京高等裁判所長官）
- 荒井勉（2014年4月 - 2015年6月、福岡高等裁判所長官）
- 貝阿彌誠（2015年6月 - 2016年10月、定年退官）
- 奥田正昭（2016年10月 - 2017年12月、定年退官）
- 安浪亮介（2018年1月 - 2018年12月、大阪高等裁判所長官）
- 垣内正（2018年12月 - 2021年1月、定年退官）
- 後藤博（2021年1月 -　2021年10月、福岡高等裁判所長官）
- 平木正洋（2021年10月 - 2023年4月、大阪高等裁判所長官）
- 渡部勇次（2023年5月 -  2025年1月、名古屋高等裁判所長官）
- 後藤健（2025年1月 -  ）

（任期の後ろは後職）

## 所在地
- 本庁（以下を除く。） - 東京高等地方簡易裁判所合同庁舎 - 東京都千代田区霞が関1丁目1-4 　北緯35度40分30秒 東経139度45分11秒 / 北緯35.67500度 東経139.75306度
丸ノ内線・日比谷線・千代田線霞ケ関駅A1出口から徒歩約1分。
有楽町線桜田門駅5番出口から徒歩約3分。
  - 本庁民事第8部（商事）・民事第26部、民事第40部、民事第46部、民事第47部（知的財産権）・民事第20部（倒産） - 知的財産高等裁判所・東京地方裁判所中目黒庁舎（ビジネス・コート） - 東京都目黒区中目黒2丁目4-1
東急東横線・日比谷線中目黒駅東口1から徒歩約8分
JR・東京メトロ日比谷線恵比寿駅西口から徒歩約11分
  - 本庁民事第21部（執行） - 東京地方裁判所民事執行部庁舎（民事執行センター） - 東京都目黒区目黒本町2丁目26-14　北緯35度37分25.9秒 東経139度41分23.2秒 / 北緯35.623861度 東経139.689778度
東急東横線学芸大学駅東口から徒歩約13分。
目黒駅西口から路線バス「二子玉川駅」、「弦巻営業所」、「等々力操車場」行、「鷹番」下車徒歩約3分。
目黒駅西口から路線バス「大岡山小学校前」行、「清水公園入口」下車徒歩約3分。
- 立川支部 - 東京都立川市緑町10-4　北緯35度42分43.3秒 東経139度24分39.2秒 / 北緯35.712028度 東経139.410889度
多摩都市モノレール高松駅から徒歩約5分。
JR中央線・青梅線・南武線立川駅北口から徒歩約25分。
立川駅北口2番乗り場から立川バスで約5分(平日日中20分間隔)。
「大山団地折返場」
「もくせいの杜(循環)」
「東中神駅北口」、「西武蔵野」
「青柳新道経由 玉川上水駅南口」行きで「裁判所前」下車徒歩約1分。

## 管轄
本庁
- 東京23区、東京都島嶼部

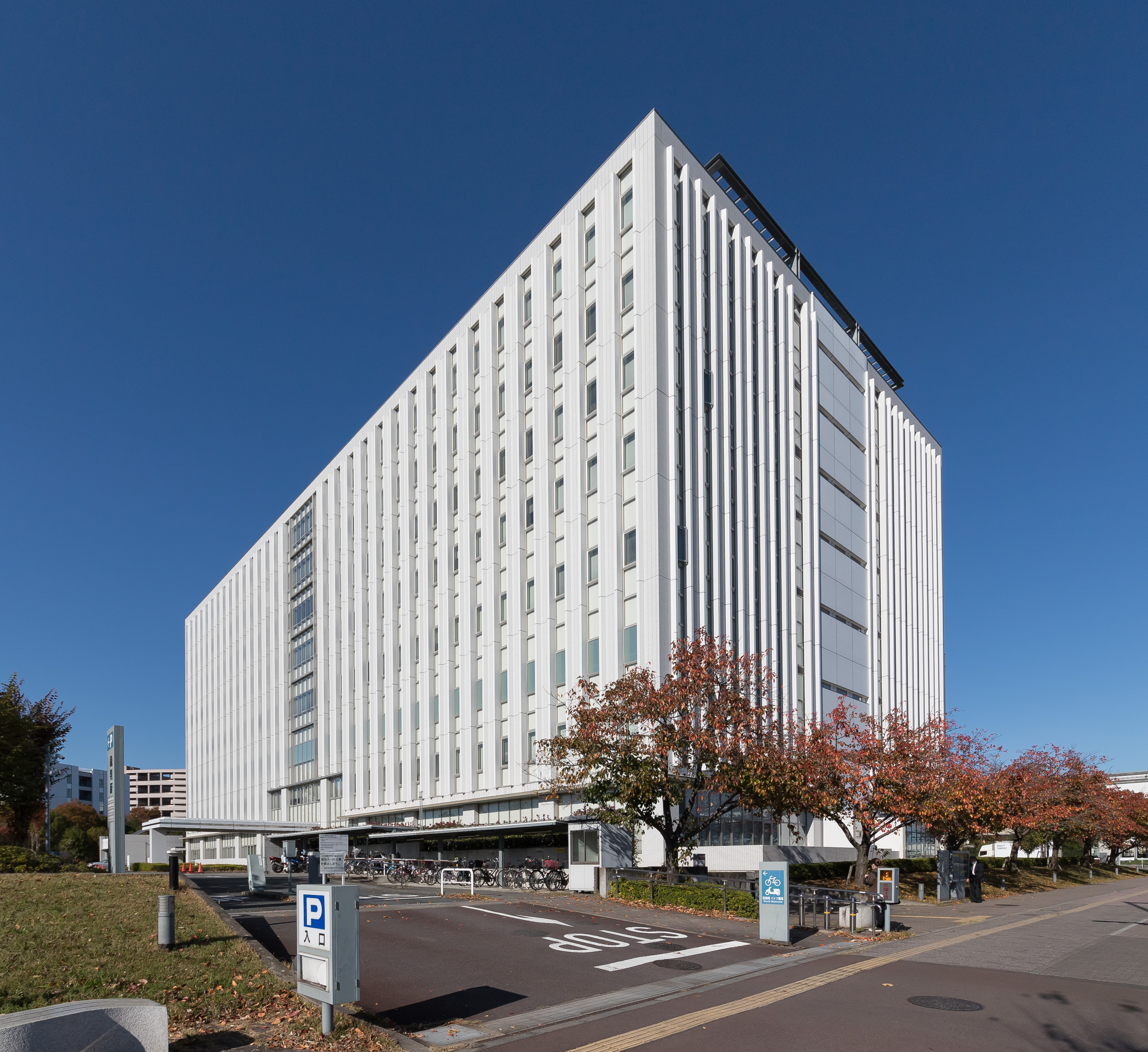
立川支部
- 多摩地域

知的財産権のうち特許権、実用新案権、回路配置利用権、プログラム著作権関係については、本庁において東京高裁、名古屋高裁、仙台高裁、札幌高裁の各管轄区域内（福井、岐阜、三重の各県以東）の事件を専属で取り扱う。また、前期管轄区域内の商標権、意匠権、著作権などの知的財産権関連事件も、本庁へ訴訟提起が可能である。

裁判員裁判対象事件および労働審判は本庁および立川支部がそれぞれ扱う。

## 庁舎
本庁には、民事は第51部（ただし、11か部は休部）、刑事は第18部までの部（ただし、3か部は休部）がある。首都東京を管轄する裁判所であるため、受理する事件の数・法廷の数は、共に日本一である。
本庁は、東京高等裁判所・東京簡易裁判所（刑事）も同居する地上19階・地下3階建ての合同庁舎になっており、同庁舎には2022年10月10日まで知的財産高等裁判所も入っていた。この庁舎の北側には法務省旧本館（中央合同庁舎第6号館赤レンガ棟）が、東側（裏側）には東京地方検察庁交通部・東京区検察庁・公正取引委員会が入っている中央合同庁舎第6号館B棟、東京簡易裁判所・東京家庭裁判所が入居している中央合同庁舎第6号館C棟、弁護士会館が、それぞれ隣接している。なお、中央合同庁舎第6号館C棟には2022年10月16日まで民事第8部（商事部）、同月23日まで民事第20部（倒産部）が入居していた。また、道路を挟んで西側には、国家公安委員会・警察庁・総務省・国土交通省が入っている中央合同庁舎第2号館・第3号館がある。
目黒区には、民事第8部（商事部）・民事第26部、民事第40部、民事第46部、民事第47部（知的財産権部）・民事第20部（倒産部）が入居する知的財産高等裁判所・東京地方裁判所中目黒庁舎（ビジネス・コート）および民事執行センター（民事第21部）が存在する。
本庁の庁舎は、常時玄関に金属探知機ゲートと手荷物検査のためのX線手荷物検査機が設置されている。裁判所職員・検察庁職員・法務省職員・弁護士・司法修習生以外の一般人は、そこで金属探知機ゲートを通過し手荷物検査を受けないと中に入れない（法曹関係者と一般人とでは入場ゲートが異なる）。また、銃砲刀剣類の持ち込みは厳禁で、検査で判明した場合、警察に通報するとの注意書きがある。また、裁判所内部の写真撮影は禁止されているため、カメラ類の持ち込みが判明した場合には、バッグから出さないように警備員から指示される。
立川支部には、民事は第4部、刑事は第3部までの部がある。同支部の建物には、他に、立川簡易裁判所、東京家庭裁判所立川支部、立川検察審査会が同居している。また少し南側には、東京地方検察庁立川支部、立川区検察庁、東京保護観察所立川支部等の合同庁舎（立川第二法務総合庁舎）がある。

## 専門部・集中部
本庁には、あらゆる事件を扱う通常部のほか、次の専門部又は集中部がある。

### 民事
- 行政部 - 民事第2部・民事第3部・民事第38部・民事第51部
行政事件を扱う。2014年4月に民事第51部が新設され、同部においても担当するようになった。（なお、行政事件は支部では取り扱わず、本庁のみで扱う。全国すべて。）
- 商事部 - 民事第8部（中目黒庁舎）
次の事件を扱う。
  - 商事訴訟（株主権確認訴訟、株主総会決議取消訴訟、取締役会決議無効確認訴訟、法人の役員に対する責任追及訴訟、株主代表訴訟、手型（小切手）訴訟）
  - 保全事件（取締役等職務執行停止・代行者選任仮処分、議決権行使禁止・許容の仮処分、新株・新株予約権発行差止仮処分）
  - 非訟事件（会社非訟事件（特別清算を除く）、民事非訟事件）
  - 過料事件
- 保全部 - 民事第9部
仮差押、仮処分（係争物に関する仮処分、仮の地位を定める仮処分）、人身保護請求、配偶者からの暴力の防止及び被害者の保護等に関する法律に基づく保護命令等の民事保全の事件を扱う。
- 労働部 - 民事第11部・民事第19部・民事第33部・民事第36部
2003年1月から第36部が、2021年から第33部が加わり、4部体制となった。具体的には次の事件を扱う。
  - 労働関係民事通常事件（解雇・雇い止め事件、賃金（残業代を含む）・退職金請求事件、損害賠償請求事件（セクハラ・パワーハラスメント、競業避止義務を含む）
  - 労働関係行政事件（救済命令取消等事件（不当労働行為に関する労働委員会の命令の取消しを求める事案を含む）、公務員労働事件（国歌斉唱拒否を理由とした東京都教職員の処分をめぐる事件など）、労働災害事件）
- 倒産部 - 民事第20部（中目黒庁舎）
  - 破産事件・民事再生事件

2022年4月から、以下の事件が民事第8部から移管。
  - 会社更生事件・特別清算事件・企業の私的整理に関する特定調停事件・船舶所有者等責任制限事件・船舶油濁等損害賠償責任制限事件・外国倒産処理手続承認援助事件
- 執行部 - 民事第21部（民事執行センター庁舎）
2002年2月1日、目黒区の「東京地方裁判所民事執行センター庁舎」へ移転した。民事執行に関する事件を扱うが、動産執行と不動産引渡執行（引渡命令の執行を含む。）は執行官室執行部が取り扱う。
- 調停・借地非訟・建築部 - 民事第22部（東京家庭簡易裁判所庁舎内に仮移転中）
2002年4月、調停・借地非訟に加え、建築関係事件を担当する建築事件集中部となる。次の事件を扱う。
2008年4月、民事第49部が通常部となり、1部体制となる。
  - 建築関係事件
  - 建築調停事件 - 地裁で調停を行う旨の合意書面に基づき当部に申し立てられた「申立調停事件」と、訴訟提起後に担当裁判部が事件を調停手続に付する旨の決定をしたことにより当部が担当する「付調停事件」
  - 借地非訟事件（賃借権譲渡・転貸許可申立事件、競売・公売に伴う賃借権譲受許可申立事件）
- 交通部 - 民事第27部
交通事故に関する事件を扱う。
- 知的財産部 - 民事第29部・民事第40部・民事第46部・民事第47部（中目黒庁舎）
知的財産に関する事件を扱う。2005年の種別は、特許権・実用新案権35%、不正競争防止事件27%、著作権19%、商標権13%、意匠権5%。
- 医療集中部 - 民事第14部・民事第30部・民事第34部・民事第35部
2001年4月設置。医事事件を扱う集中部。

2006年までは、民事第7部が手形部として手形事件を担当。2007年からは手形部門が商事部門へ統合され、民事第7部は通常事件を担当している。

### 刑事
21か部であるが、うち3か部は休部している。また、以下の2か部が特別部である。
- 刑事租税部 - 刑事第8部
脱税事件を扱う集中部。具体的には、次の事件がある。
  - 法人税法違反
  - 所得税法違反
  - 相続税法違反
  - 関税法違反
  - 消費税法違反
  - 地方税法違反
- 令状部 - 刑事第14部
起訴前の被疑者及び起訴後第1回公判期日前の被告人に関する手続を扱う専門部。
  - 勾留に関する処分（勾留取消し、勾留理由開示、保釈など）
  - 被疑者国選弁護人の選任
  - 証拠保全

など

## 不祥事
- 弾劾裁判所を参照。

## 管轄する簡易裁判所
- 東京簡易裁判所

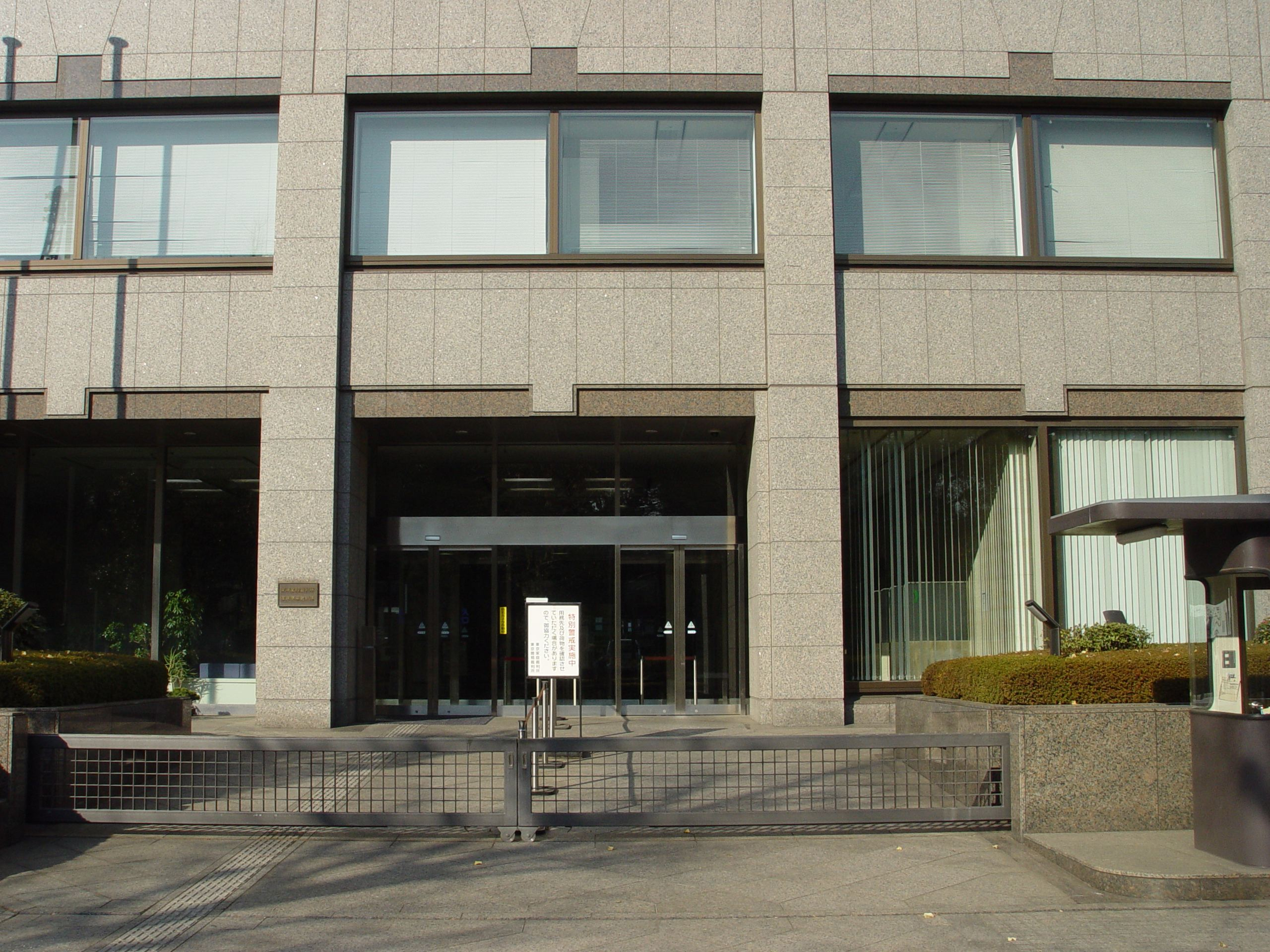
東京簡易裁判所

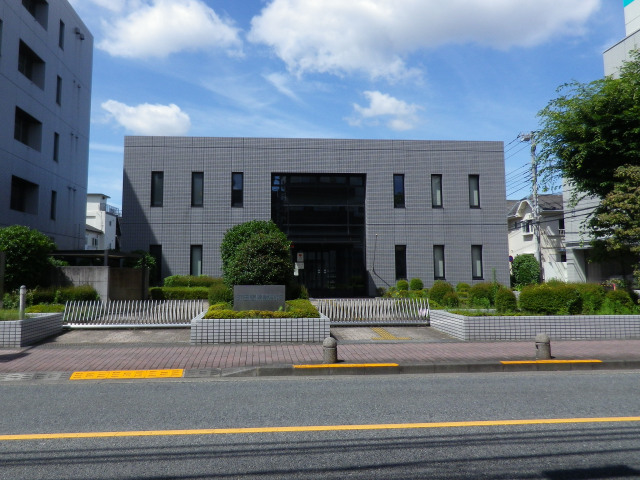
町田簡易裁判所

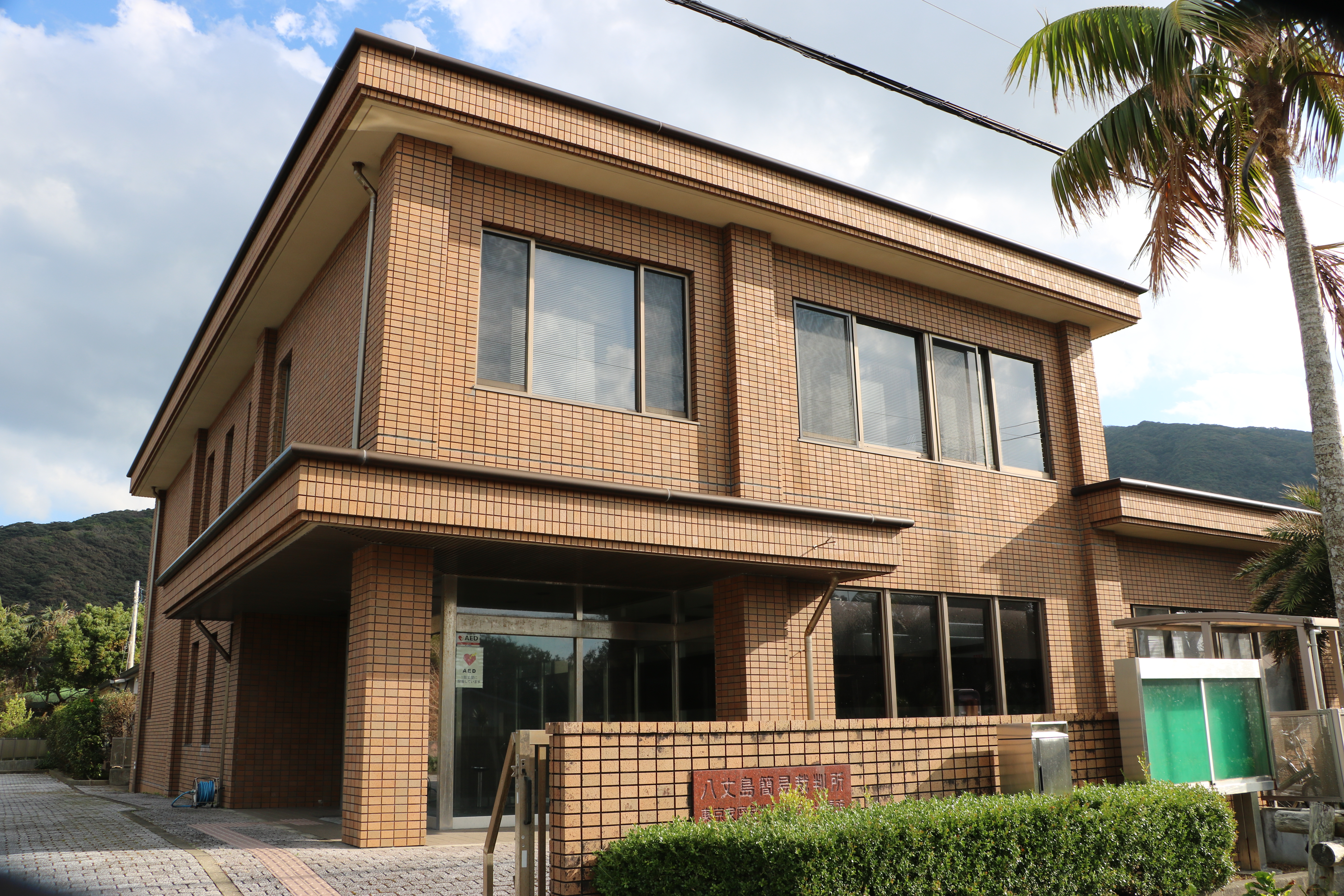
八丈島簡易裁判所

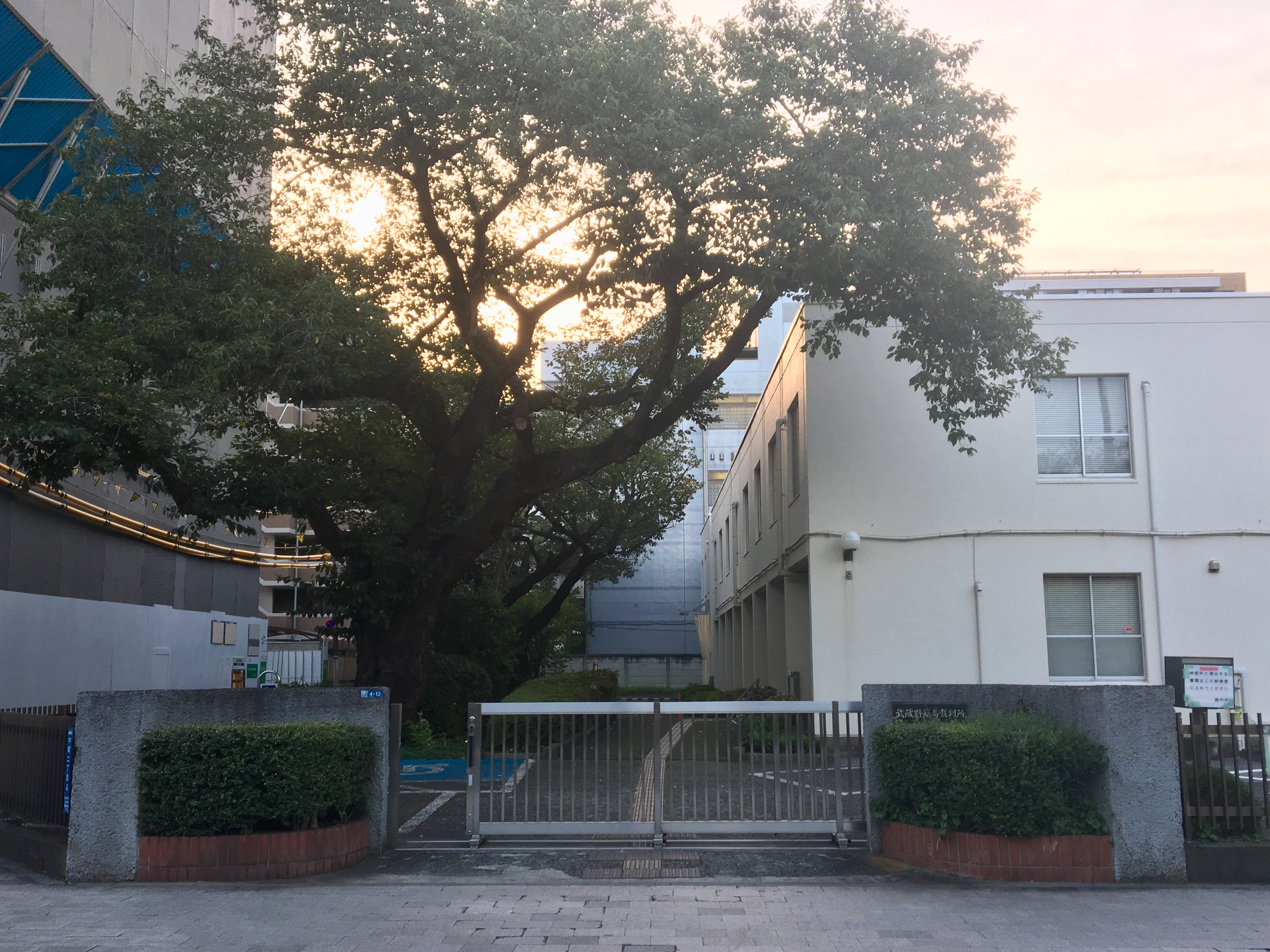
武蔵野簡易裁判所

  - 所在地：東京都千代田区霞が関1丁目1-2 東京家庭・簡易裁判所合同庁舎
  - 墨田庁舎所在地：東京都墨田区錦糸4丁目16-7（民事第6室、民事第7室、刑事第5室、訟廷管理係）
  - 管轄：「特別区の存する区域」(いわゆる東京23区)、三宅村、御蔵島村、小笠原村。
  - 備考：東京都23区内の簡易裁判所（新宿、台東、墨田、大森、渋谷、中野、豊島、北、足立、葛飾、江戸川）を集約した新しい大都市簡易裁判所として平成6年（1994年）9月に発足。取り扱い事件数、法廷数ともに日本最大の簡易裁判所。墨田庁舎には令和4年（2022年）5月2日より検察審査会（東京第一・第二・第三・第四・第五・第六検察審査会）も入居している[1]。
- 八丈島簡易裁判所
  - 所在地：東京都八丈島八丈町大賀郷1485-1
  - 管轄：八丈支庁の所管区域（八丈町、青ヶ島村）。
- 伊豆大島簡易裁判所
  - 所在地：東京都大島町元町字家の上445-10
  - 管轄：大島支庁の所管区域のうち、大島町、利島村。
- 新島簡易裁判所
  - 所在地：東京都新島村本村3丁目2-2
  - 管轄：大島支庁の所管区域のうち、新島村、神津島村。
  - 備考：昭和63年5月に三宅支庁についての管轄を東京簡裁に変更。
- 八王子簡易裁判所
  - 所在地：東京都八王子市明神町4丁目21-1
  - 管轄：八王子市、日野市、あきる野市、西多摩郡日の出町、西多摩郡檜原村。
  - 備考：昭和63年5月に五日市簡裁廃止に伴い、管轄区域変更。平成8年5月町田簡裁新設に伴う管轄区域を分割。
- 立川簡易裁判所
  - 所在地：東京都立川市緑町10-4
  - 管轄：立川市、府中市、昭島市、調布市、国分寺市、国立市、狛江市、東大和市、武蔵村山市。
  - 備考：東京地裁立川支部移転に伴い、平成29年5月現在地に移転。
- 武蔵野簡易裁判所
  - 所在地：東京都武蔵野市中町2丁目4-12
  - 管轄：武蔵野市、三鷹市、小金井市、小平市、東村山市、西東京市、清瀬市、東久留米市。
- 青梅簡易裁判所
  - 所在地：東京都青梅市師岡町1丁目1300-1
  - 管轄：青梅市、福生市、羽村市、西多摩郡瑞穂町、西多摩郡奥多摩町。
- 町田簡易裁判所
  - 所在地：東京都町田市森野2丁目28-11
  - 管轄：町田市、多摩市、稲城市。
  - 備考：平成8年4月1日に新設。八王子簡易裁判所管轄区域を分割。